# Tech-noir
Tech-noir (cunoscut și sub denumirea de cyber noir , future noir și science fiction noir ) este un gen hibrid de ficțiune, în special film, care combină filmul noir și science fiction , simbolizat de Blade Runner (1982)  și James de Ridley Scott . Terminator al lui Cameron (1984).  Tech-noir-ul prezintă „tehnologia ca o forță distructivă și distopică care amenință fiecare aspect al realității noastre”. 

## Originile
Cameron a inventat termenul în The Terminator , folosindu-l ca denumire de club de noapte , dar și pentru a invoca asocieri atât cu genul film noir, cât și cu SF futurist. 

## Precursori
Cuvântul noir , de la film noir , este termenul francez (literal „film negru” sau „film întunecat”) pentru filmele americane alb-negru din anii 1940 și 1950, care păreau mereu plasate noaptea într-un peisaj urban , cu un subiect suficient de întunecat, deși tratamentul este adesea sexy și plin de farmec, precum și stilizat și violent. Genul a fost informat de o mulțime de romane polițiste, cu exemple notabile de la Raymond Chandler The Big Sleep și Farewell, My Lovely . Fiind adesea caracterizat de thrillerele criminale cu un erou detectiv privat și o succesiune de eroine atrăgătoare și mortale, stilul clasic noir poate fi numit și „detective noir”.
Din aceasta derivă diverși termeni înrudiți și subvertiți, precum neo-noir (reapariția formei în America anilor 1960 și 1970); Războiul Rece noir (exploatând tensiunea și paranoia erei nucleare); filme blaxploitation , pe care unii le-au numit black noir; Nordic noir , plasat în peisajul dur și mediul social aparent blând al țărilor scandinave, dezvăluind totuși o moștenire întunecată de misoginie crudă, represiune sexuală brutală și crimă. Din aceeași sursă provine cyber noir, numit și tech noir, care se poate ocupa de intrigi și întreprinderi criminale fie în lumea reală a computerelor și a tehnologiei înalte, fie în peisajele virtuale ale unei lumi interlope generate de tehno-și uneori ambele.

### Science fiction negru
Începând cu anii 1960, cea mai semnificativă tendință în materie de crossovere sau hibrizi de film noir a implicat science fiction. În Alphaville (1965) al lui Jean-Luc Godard , Lemmy Caution este numele ochiului privat din vechiul oraș din orașul de mâine. The Groundstar Conspiracy (1972) se concentrează pe un alt investigator implacabil și un amnezic pe nume Welles. Soylent Green (1973), primul exemplu major american, înfățișează o lume distopică , în viitorul apropiat, printr-un complot de detectare evident noir; cu Charlton Heston (protagonistul din Touch of Evil ), include și standby-urile clasice noir Joseph Cotten ,Edward G. Robinson și Whit Bissell . Filmul a fost regizat de Richard Fleischer , care cu două decenii înainte a regizat mai multe filme B noir puternice, inclusiv Armored Car Robbery (1950) și The Narrow Margin (1952).

### Cyber noir
Cyber noir, numit și tech noir, se ocupă fie de șmecherii întunecate din lumea computerelor, cât și de supernerds hi-tech; sau peisajele virtuale ale unei lumi interlope tehnogenerate; sau amândouă. Termenul este un portmanteau care descrie conjuncția dintre tehnologie și science fiction: cyber-ca în cyberpunk și -noir ca film noir.